# Марка Камеруна
Марка Камеруна (нем. Kamerun Mark) — денежная единица германской западноафриканской колонии Камерун, которая находилась в обращении с 1914 года. В 1920 году марка была полностью выведена из обращения. 1 Камерунская марка делилась на 100 пфеннигов.

## История
С самого начала колонизации Камеруна Германской империей в обращении находилась немецкая марка. В начале Первой мировой войны западноафриканские колонии находились в опредёленной блокаде в связи с военными действиями в Германской империи. Также со всех сторон на Германский Камерун давили французские, бельгийские и британские войска. В 1914 году правительство Германского Камеруна принимает решение о печати собственных экстренных банкнот (нем. Schatzscheine). 17 августа 1914 года в обращении появляются экстренные деньги, напечатанные на картоне разных цветов, номиналами 5, 50 и 100 марок. В 1920 году, согласно постановлению Лиги Наций Камерун разделился на 2 части: на британскую и французскую. На французской части было решено ввести в обращение французский франк, а с 1922 года выпускались также местные денежные знаки — франк Французского Камеруна. На британской территории в обращении некоторое время находился британский фунт. В 1919 году Восточноафриканским Валютным советом (англ. West African Currency Board) было принято решение ввести равный фунту стерлингов западноафриканский фунт.

## Экстренные банкноты
В 1914 году правительством Германского Камеруна в обращение были введены экстренные купюры номиналами в 5, 50 и 100 марок.